# Puente Treng Treng Kay Kay
El Puente Treng Treng Kay Kay es el puente que une las Comunas de Padre las Casas y Temuco, también es conocido como el "Puente más lindo de Chile", es un puente atirantado con hermosas luces que se encienden tarde/noche, que le da vida, donde cientos de personas se acercan a ver el atardecer y sacan fotos o paseos en bicicletas  por sus ciclovias. Este se encuentra cercano al histórico Puente Cautín, y corresponde al primer puente atirantado asimétrico en Chile. Su nombre proviene del mito mapuche Trentren Vilu y Caicai Vilu.
Inició obras en 2018, fue puesto en servicio el 2 de abril de 2021 e inaugurado el 26 de junio del mismo año y los trabajos menores continuaron hasta 2022. 
De 240 metros de largo, distribuidos en 5 vanos de medidas 23m, 27m, 140m, 27m y 23 m.  El mástil de 70 m de altura presenta un quiebre en dirección del estribo norte. 